# Bocula macoma
Bocula macoma är en fjärilsart som beskrevs av Swinhoe 1906. Bocula macoma ingår i släktet Bocula och familjen nattflyn. Inga underarter finns listade i Catalogue of Life.